# Legislatura nazionale di transizione del Sudan del Sud
La Legislatura nazionale di transizione del Sudan del Sud è la legislatura del Sudan del Sud. La Legislatura nazionale di transizione ha (fra le due camere) 650 membri ed è composta da:
- L'Assemblea Legislativa Nazionale di Transizione (camera bassa);
- Il Consiglio degli Stati (camera alta).

La legislatura nazionale ha sede a Giuba, la capitale del paese.

## Ruolo
Le competenze legislative del Governo Nazionale del Sudan del Sud sono attribuite alla Legislatura Nazionale in relazione a tutte le questioni ad essa assegnate negli Allegati A, C e D della Costituzione Transitoria (da leggere insieme all'Allegato E della Costituzione Transitoria). L'Assemblea Legislativa Nazionale esercita le seguenti funzioni:
- Supervisionare le prestazioni delle istituzioni del governo nazionale;
- Approvare piani, programmi e politiche del Governo Nazionale;
- Approvare dei bilanci;
- Ratificare i trattati internazionali, le convenzioni e gli accordi;
- Adottare risoluzioni in materia di interesse pubblico;
- Convocare i ministri per rispondere alle domande dei membri dell'Assemblea su questioni relative ai loro ministeri;
- Interrogare i Ministri sulle loro prestazioni o sulle prestazioni dei loro ministeri;
- Approvare le nomine come richiesto dalla Costituzione Transitoria o dalla legge;
- Esprimere un voto di sfiducia contro il Vice Presidente e qualsiasi Ministro;
- Emanare leggi per regolare le condizioni e i termini di servizio della magistratura e dei suoi meccanismi di controllo;
- Svolgere qualsiasi altra funzione stabilita dalla Costituzione transitoria o dalla legge.

## Eleggibilità
Un candidato a membro della Legislatura Nazionale deve:
- essere un Sud Sudanese;
- avere almeno ventuno anni di età;
- essere sano di mente;
- essere alfabetizzato;
- non essere stato condannato negli ultimi sette anni per un reato di onestà o turpitudine morale.

I membri della legislatura nazionale e del Consiglio dei ministri possono essere membri delle legislature statali o dei consigli dei ministri statali. Un membro dell'Assemblea Legislativa Nazionale non può essere anche un membro del Consiglio degli Stati (e viceversa). La durata della legislatura nazionale sarà di quattro anni dal 9 luglio 2011. La Costituzione è una Costituzione di transizione e i termini relativi alle future elezioni generali non sono contenuti in essa. Tuttavia, sono previste disposizioni per le elezioni suppletive qualora dovessero sorgere posti vacanti durante il primo periodo di quattro anni.

## Storia
L'istituzione della Legislatura Nazionale è una delle nuove istituzioni create dopo l'indipendenza del Sudan del Sud nel 2011. In sostanza, è anche il successore dell'Assemblea legislativa del Sudan del Sud, essa stessa istituita nel 2005 dalla Costituzione del Sud Sudan.